# Gerd Bacher
Gerd Bacher (Salisburgo, 18 novembre 1925 – Salisburgo, 27 giugno 2015) è stato un giornalista austriaco.

## Biografia
Considerata una delle maggiori figure del giornalismo austriaco, dal 1967 al 1975, dal 1978 al 1986 e nuovamente dal 1990 al 1994 è stato direttore generale dell'emittente radiotelevisiva nazionale ORF.
È stato inoltre direttore di varie pubblicazioni, tra cui i quotidiani Kurier e Die Presse, nonché consulente di alcune case editrici e media advisor di Helmut Kohl. Nel 1999 una giuria di riviste specializzate ha selezionato Bacher, Karl Kraus e Hans Dichand quali maggiori giornalisti austriaci del ventesimo secolo.
È morto di ictus a 89 anni.